# Мері-Ів Нолт
Марі-Єв Но (фр. Marie-Ève Nault, нар. 16 лютого 1982) — канадська футболістка, олімпійська медалістка.

## Виступи на Олімпіадах
| Олімпіада   | Дисципліна | Місце |
| ----------- | ---------- | ----- |
| Лондон 2012 | футбол     | 3     |

## Особисте життя
Мері-Ів Нолт є відкритою лесбійкою.